# Hanley William
Hanley William – wieś w Anglii, w hrabstwie Worcestershire, w dystrykcie Malvern Hills. Leży 21 km na północny zachód od miasta Worcester i 184 km na północny zachód od Londynu.